# Sokol (tuta spaziale)

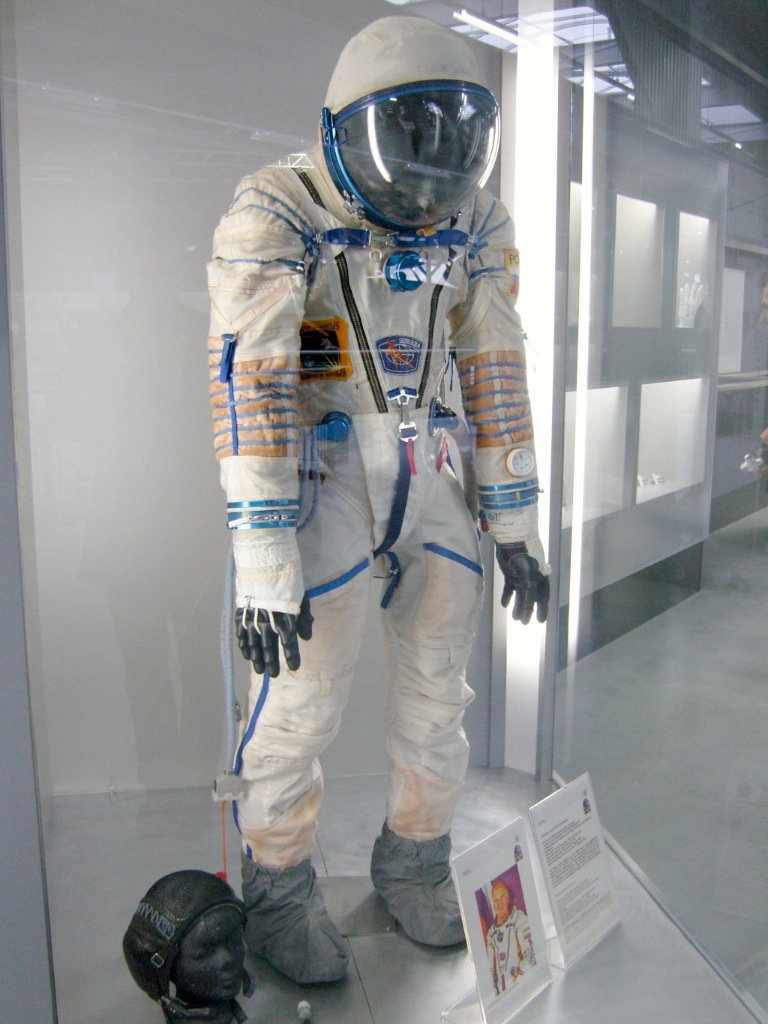
Variante KV-2 della tuta spaziale Sokol.

Sokol (dal russo Cокол, Falco) è un tipo di tuta spaziale russa, utilizzata a bordo delle navette Sojuz a partire dal 1973. La Sokol (come l'omologa tuta utilizzata sullo Space Shuttle durante le fasi di lancio e rientro sulla Terra) non è progettata per l'attività extraveicolare, ma solo per garantire la sopravvivenza all'astronauta nel caso di una depressurizzazione accidentale dell'astronave.

## Storia
Le tute pressurizzate furono usate nelle missioni Vostok, ma quando, a metà degli anni sessanta, fu sviluppata la navetta Sojuz, fu deciso di non utilizzarle se non in caso di attività extraveicolare e, comunque, solo in orbita.
Il 30 giugno del 1971, l'equipaggio della Sojuz 11 perse la vita a causa della depressurizzazione della navetta durante il rientro. Una delle raccomandazioni emerse dalla commissione governativa di investigazione fu che gli equipaggi delle missioni successive dovessero indossare tute pressurizzate durante le fasi critiche del volo (lancio, attracco e rientro in atmosfera).
Alla NPP Zvezda fu assegnato il compito di progettare le tute. Come base di partenza fu preferita la tuta pressurizzata Sokol già utilizzata in aviazione, scartando le tute spaziali già esistenti.
La prima modifica fu l'eliminazione del casco rigido in favore di uno morbido, mentre il sistema di regolazione della pressione interna fu sviluppato insieme alla OKB-1. La nuova tuta fu chiamata Sokol-K, dove la K sta per космос (in russo, "cosmo").

## Descrizione
L'ultima versione, attualmente impiegata sulle Sojuz, è la Sokol-KV2, prodotta dalla NPP Zvezda (НПП Звезда). È costituita da uno strato interno pressurizzato di un materiale chiamato Kapron e uno esterno in tessuto in nylon bianco. Gli stivali e il casco sono integrati con la tuta mentre i guanti possono essere staccati e attaccati con giunti in alluminio anodizzato all'altezza dei polsi. La visiera in policarbonato si apre su cerniere e, quando è chiusa, si sigilla su una flangia in alluminio. Il casco semirigido si piega quando la visiera è sollevata. La tuta ha quattro tasche e cinghie di regolazione per le braccia, gambe, torace e addome.
Sul polso sinistro è installato un indicatore di pressione, mentre sul destro c'è uno specchietto montato su un braccialetto elastico per vedere oggetti fuori dal campo visivo dell'utilizzatore. Durante il rientro nell'atmosfera può essere indossato anche un braccialetto con altimetro.
I cablaggi elettrici sono montati sulla parte destra dell'addome, mentre sulla sinistra passano i tubi per l'aria e l'ossigeno. In condizioni normali, un ventilatore elettrico soffia 150 litri al minuto di aria della cabina nella tuta attraverso il tubo più grande. Se la pressione della cabina scende sotto i 600 ettopascal (0,59 atmosfere), viene automaticamente fornito ossigeno dalle bombole. Sia l'aria che l'ossigeno escono dalla tuta attraverso una valvola montata al centro del torace che regola anche la pressione interna della tuta.
La tuta pesa circa 10 kg ed è disegnata per essere indossata fino a 30 ore in ambiente pressurizzato o due ore nel vuoto. Possono galleggiare e hanno una paratia che permette di alzare la visiera in acqua senza il rischio di allagare la tuta.

## Impiego operativo

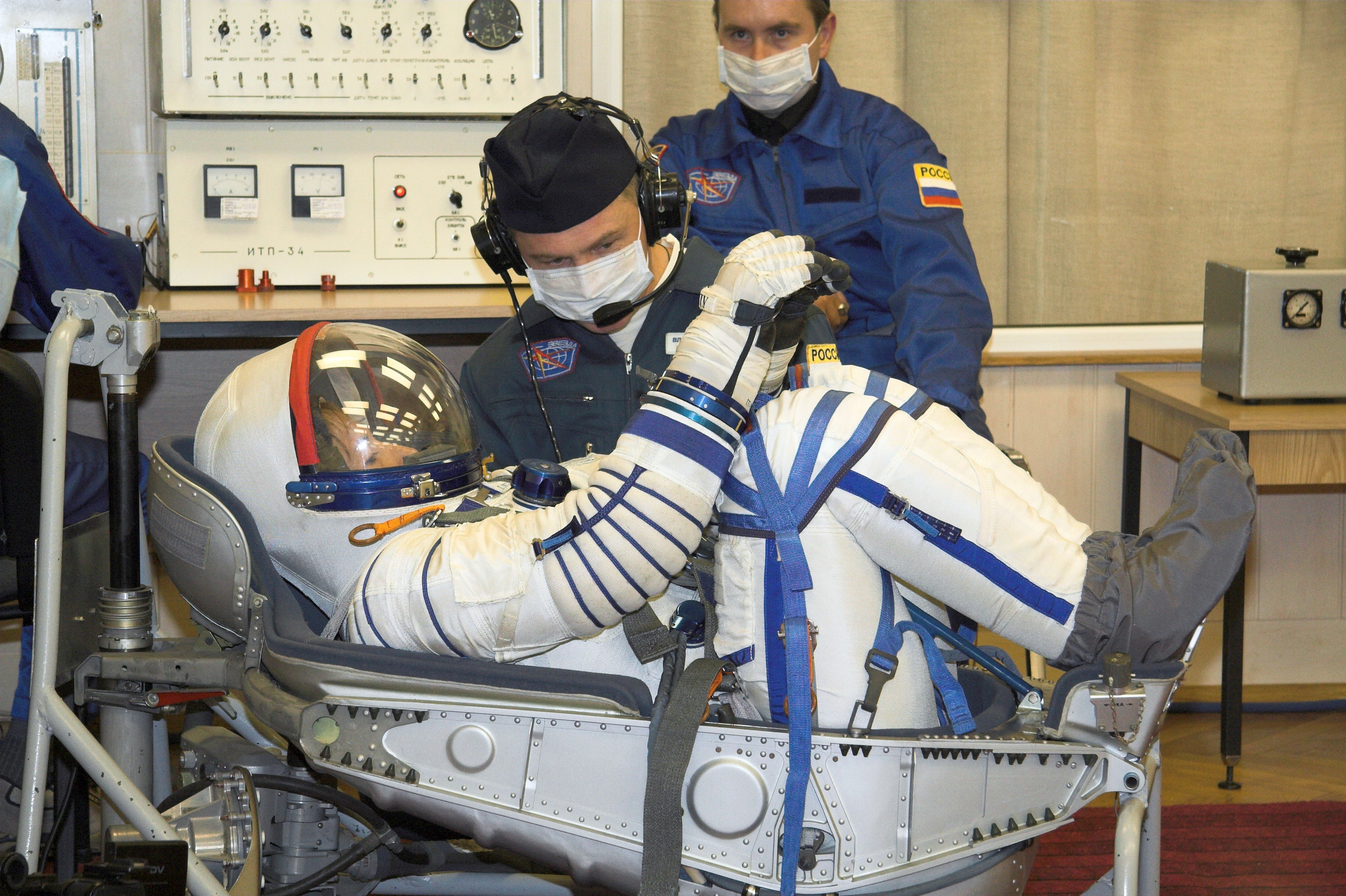
Peggy Whitson con indosso una tuta Sokol-KV2 gonfia.

Ogni occupante della Sojuz viene fornito di una tuta costruita su misura per il volo, mentre per l'addestramento a terra vengono riadattate tute precedentemente usate da altri equipaggi. Dal momento che le tute di volo devono adattarsi perfettamente al corpo, l'utilizzatore finale deve trascorrere due ore sul sedile di lancio con la tuta gonfia per verificare che sia dell'esatta misura. Le cinghie sulle braccia, gambe e torace contribuiscono alle regolazioni finali.
Per indossare la tuta vengono aperte due zip che formano una "V" sul torace, al di sotto delle quali vi è una grande apertura tubolare nello strato pressurizzato chiamata "appendice". Vengono infilate prima le gambe, poi le braccia nelle maniche e infine la testa nel casco. Una volta indossata la tuta, l'appendice dello strato pressurizzato viene sigillata avvolgendola su se stessa strettamente con bende elastiche e bloccandola sotto il lembo a V dello strato esterno. Quando è indossata a terra, alla tuta viene collegata una unità portatile per la ventilazione, una valigetta che fornisce alla tuta aria raffreddata da ghiaccio. Sempre a terra vengono anche indossati dei copristivali protettivi in gomma che vengono rimossi una volta a bordo dell'astronave, prima del decollo.
La tuta viene indossata durante le fasi di lancio e rientro in atmosfera. Durante le emergenze, la pressione della tuta viene mantenuta dalla valvola regolatrice a 400 hPa (0,39 atm, 5,8 psi) al di sopra della pressione ambiente. Gonfiandosi, la tuta diviene più rigida, limitando i movimenti ma consentendo, comunque, le normali operazioni di pilotaggio della navetta Sojuz
In caso di estrema necessità, per rendere la tuta più flessibile, la pressione interna può essere abbassata a 270 hPa (0,26 atm, 3,9 psi) regolando la valvola di sfogo. In questa modalità nella tuta viene introdotto ossigeno puro, ma il rischio di sintomi di malattia da decompressione cresce sensibilmente se la pressione viene mantenuta per più di 15 minuti al livello più basso.

## Versioni

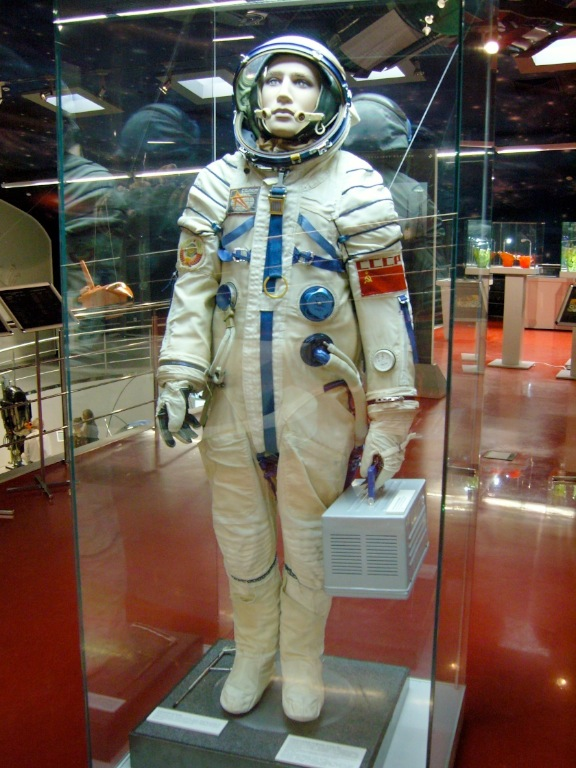
Tuta Sokol-K.

### Sokol-K
La prima versione della tuta fu usata a bordo della Sojuz 12, lanciata il 27 settembre 1973.

### Sokol-KR
Questa versione fu sviluppata in previsione del suo uso sulla navetta TKS, parte del programma Almaz. La tuta non fu mai usata, dal momento che le TKS non volarono mai con equipaggio a bordo. La differenza principale riguardava il sistema di rigenerazione.

### Sokol-KM e Sokol-KV
Lo studio per il miglioramento della Sokol-K iniziò nel 1973, immediatamente dopo la sua introduzione. Le Sokol-KM e KV furono modelli intermedi su cui vennero sviluppate le modifiche introdotte sulla Sokol-KV2, ma non vennero mai usati nello spazio.
Per essere indossate, le Sokol-KM e KV erano divise in due metà (superiore ed inferiore) da una zip. Questa soluzione, comunque, venne scartata nella Sokol-KV2 dal momento che fu ritenuta meno affidabile della configurazione originaria. Altre modifiche riguardavano i tessuti intorno alle articolazioni e alcuni cambiamenti ai guanti per rendere più facile manovrare i controlli dell'astronave.
Per migliorare il comfort, le KM e KV avevano anche un sistema di raffreddamento interno a liquido.

### Sokol-KV2

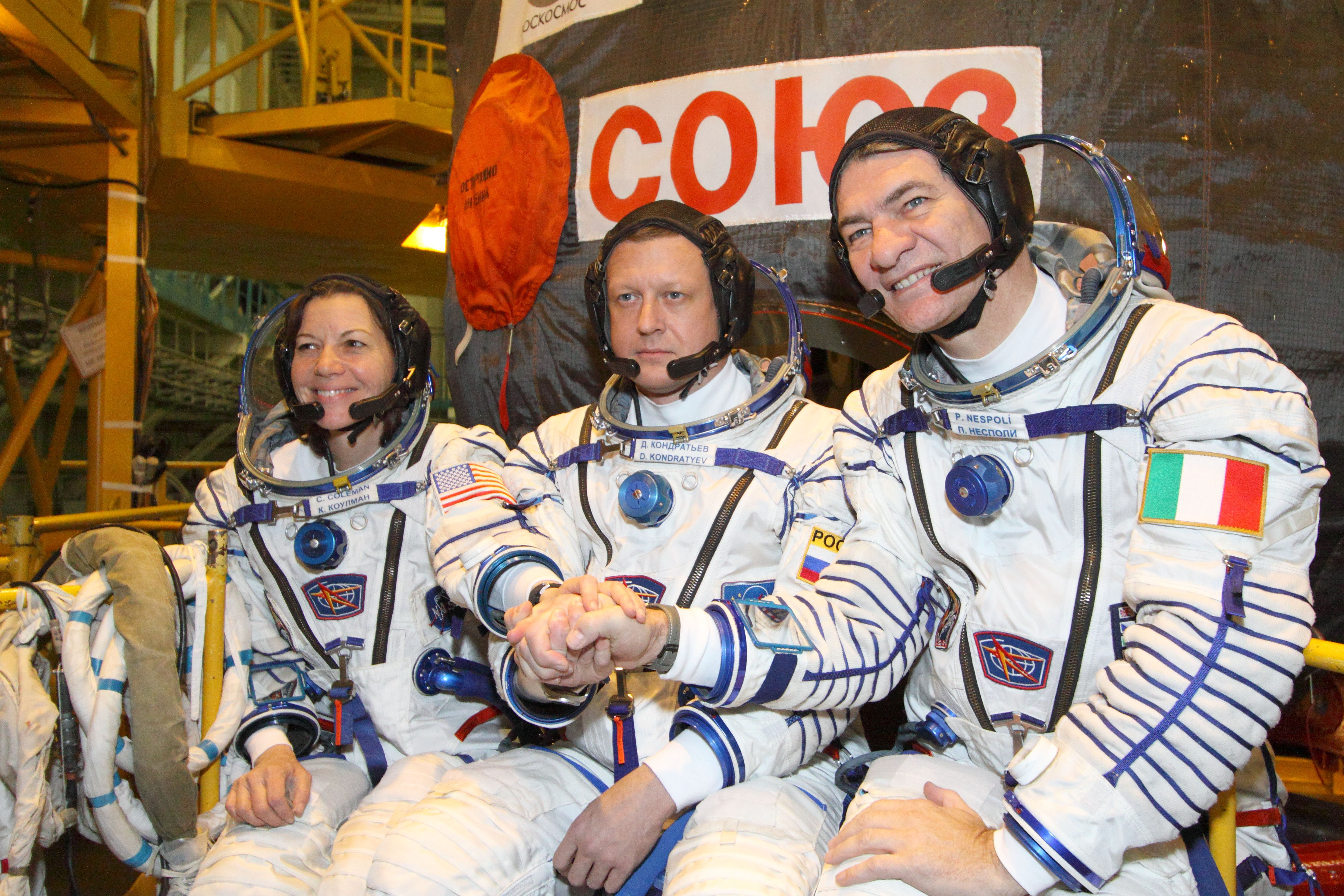
Equipaggio della Expedition 26/27. Paolo Nespoli (a destra), Dmitri Kondratyev (al centro) e Catherine Coleman con indosso le tute Sokol KV-2.

La Sokol-KV2 è la versione attuale della tuta. Fu usata la prima volta durante la missione Sojuz T-2, il 5 giugno 1980.
Il miglioramento più grande fu la sostituzione dello strato pressurizzato di gomma con uno in materiale sintetico chiamato Kapron, più leggero. La visiera fu modificata per allargare il campo visivo a disposizione. Le chiusure a lacci dello strato esterno furono sostituite da zip per velocizzare la vestizione, mentre la valvola regolatrice della pressione fu spostata dalla sinistra al centro dell'addome in modo da poter utilizzare indifferentemente la mano destra o sinistra per poter regolare la pressione della tuta. Furono introdotti i miglioramenti nelle articolazioni già adottati nella Sokol-KV, mentre fu scartato il raffreddamento a liquido interno delle KM e KV.

## Dati tecnici
|                                                    | Sokol-K             | Sokol-KV            | Sokol-KV2           |
| -------------------------------------------------- | ------------------- | ------------------- | ------------------- |
| Periodo di sviluppo                                | 1971-73             | 1974-79             | 1973-79             |
| Periodo di utilizzo                                | 1973-1981           | -                   | 1980-oggi           |
| Tempo di funzionamento in cabina pressurizzata     | fino a 30 h         | fino a 30 h         | fino a 30 h         |
| Tempo di funzionamento in cabina non pressurizzata | fino a 2 h          | fino a 2 h          | fino a 2 h          |
| Pressione di esercizio nominale                    | 400 hPa             | 400 hPa             | 400 hPa             |
| Pressione di esercizio in emergenza                | 270 hPa             | 270 hPa             | 270 hPa             |
| Flusso d'aria                                      | >= 150 litri/minuto | >= 150 litri/minuto | >= 150 litri/minuto |
| Flusso d'ossigeno                                  | 20 litri/minuto     | 20 litri/minuto     | 20 litri/minuto     |
| Peso                                               | 10 kg               | 12 kg               | 9 kg                |

Dati tratti da

## Versioni derivate

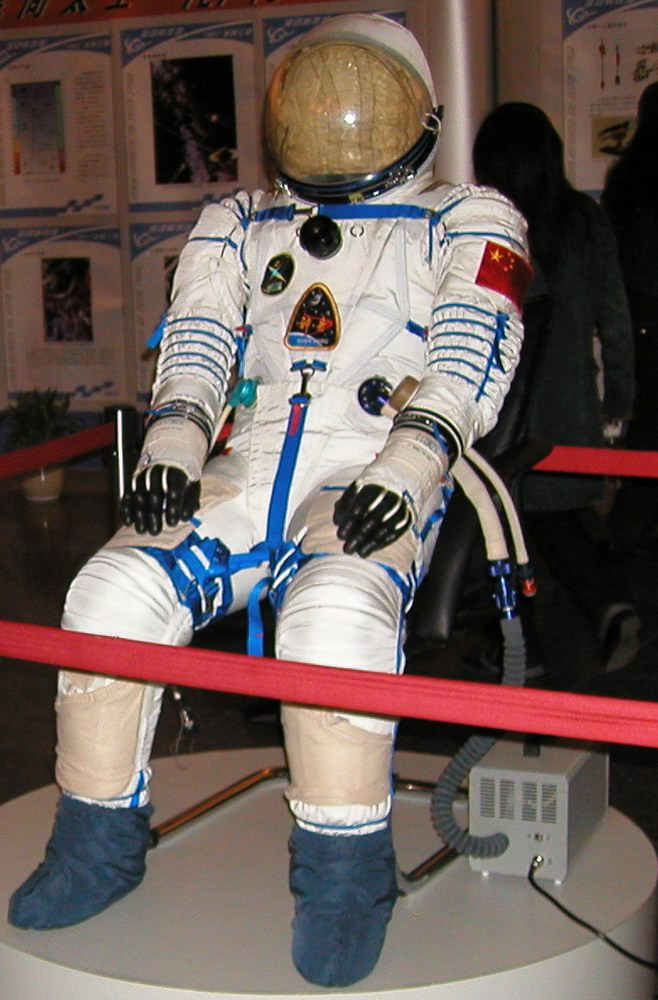
Tuta spaziale cinese indossata da Yang Liwei durante la missione Shenzhou 5.

La Cina ha comprato diverse tute spaziali dalla Russia per usarle nell'ambito del suo programma spaziale. La tuta indossata da Yang Liwei durante la prima missione spaziale cinese con equipaggio a bordo (la Shenzhou 5), era simile a una Sokol-KV, ma si ritiene che sia una replica costruita interamente in Cina e non un riadattamento di una tuta originale russa. Alcune foto mostrano dettagli differenti nelle tute indossate da Fei Junlong e Niè Hǎishèng sulla Shenzhou 6 rispetto alle tute precedenti.
Le tute Sokol sono state comprate anche per usi diversi da quello astronautico. Per l'equipaggio del pallone aerostatico inglese QinetiQ 1 sono state proposte tute Sokol prodotte dalla Zvezda modificate per resistere alle basse temperature e pressioni della stratosfera durante le dodici ore di volo.
La Bulgaria sviluppò una sua versione della tuta spaziale a metà degli anni settanta.

## Mercato collezionisti
Tute Sokol, incluse quelle utilizzate nello spazio, furono vendute all'asta per la prima volta nel 1993 da Sotheby's. In seguito, accessori quali guanti, cuffie e specchietti da polso (provenienti in genere da scarti di componenti usati per l'addestramento a terra) apparvero in vendita anche su EBay così come una tuta completa venduta all'asta nel 2009 per 31070 dollari.